# Клиний (отец Алкивиада)
Клиний (др.-греч. Κλεινίας; родился предположительно между 480 и 475 — погиб в 447 году до н. э. при Коронее, Беотия) — афинский аристократ, отец Алкивиада.

## Биография
Клиний принадлежал к роду Саламиниев, одному из наиболее влиятельных и богатых аристократических семейств Афин. Он был сыном Алкивиада Старшего, племянником или внуком ещё одного Клиния. Его рождение датируют приблизительно периодом между 480 и 475 годами до н. э. Клиний погиб в битве при Коронее в 447 году до н. э.
Клиний был женат на Диномахе из рода Алкмеонидов, дочери Мегакла, сына Гиппократа, двоюродной сестре и свояченице Перикла (её родной сестрой была первая жена этого политика). В этом браке родились двое сыновей — Алкивиад (самый известный носитель этого имени) и ещё один Клиний.